# 672
672 (DCLXXII) fue un año bisiesto comenzado en jueves del calendario juliano, en vigor en aquella fecha.

## Acontecimientos
- 21 de septiembre: Wamba fue elegido rey de los visigodos en la localidad de Gerticos (Valladolid), después llamada Wamba en su honor.
- Adeodato II sucede a Vitaliano como papa.

## Nacimientos
- Beda, el Venerable (fecha aproximada).

## Fallecimientos
- Vitaliano, papa.
- Recesvinto, rey de los visigodos (653-672).
- Emperador Tenji, de Japón.